# 7 Segundos
7 Seconds ((título no Brasil) e em Portugal) 7 Segundos) é um filme de ação de 2005, estrelado por Wesley Snipes e Tamzin Outhwaite. Foi dirigido por Simon Fellows e escrito por Martin Wheeler. Filmado na Romênia, na capital Bucareste.

## Sinopse
O capitão Jack Tolliver, um ex-participante do comando de forças armadas Delta, vai liderar o que deveria ser o crime perfeito de roubo de carros, mas acaba ficando com um quadro super valioso de Van Gogh e, para piorar, um dos membros de sua quadrilha acaba se tornando refém de gângsters russos.

## Elenco
- Wesley Snipes .... Jack Tolliver
- Adrian Pintea .... Grapini
- Andrei Ionescu .... Frank 'Bull' Mercea
- Bogdan Farkas .... Pro 2
- Corey Johnson .... Tool
- Deobia Oparei .... Spanky
- Elias Ferkin .... Pro 1
- George Anton .... Banner
- Georgina Rylance .... Suza
- Pete Lee-Wilson .... Alexsie Kutchinov
- Serge Soric .... Mikhail
- Stephen Boxer .... Underhill
- Tamzin Outhwaite .... sargento Kelly Anders
- Tomi Cristin .... capitão Szabo